# Малык-Поровец
Малык-Поровец (болг. Малък Поровец) — село в Болгарии. Находится в Разградской области, входит в общину Исперих. Население составляет 404 человека.

## Политическая ситуация
В местном кметстве Малык-Поровец, в состав которого входит Малык-Поровец, должность кмета (старосты) исполняет Илия Иванов Тодоров (Движение за права и свободы (ДПС)) по результатам выборов правления кметства.
Кмет (мэр) общины Исперих — Адил Ахмед Решидов (Движение за права и свободы (ДПС)) по результатам выборов в правление общины.